# 韦克桑地区吉里
韦克桑地区吉里（法語：Guiry-en-Vexin，法語發音：[ɡiʁi ɑ̃ vɛksɛ̃] ⓘ）是法国法蘭西島大區瓦兹河谷省的一个市镇，属于蓬图瓦兹区。

## 地理
韦克桑地区吉里（49°6'31"N, 1°50'59"E）面积6.16 平方千米，位于法国法蘭西島大區瓦兹河谷省，该省份为法国北部内陆省份，北起瓦兹省，西接厄尔省，南至塞纳-圣但尼省、上塞纳省和伊夫林省，东临塞纳-马恩省。
与韦克桑地区吉里接壤的市镇（或旧市镇、城区）包括：韦克桑地区克莱里、邦特吕、维迪若利维拉日、科姆尼、阿韦尔讷。

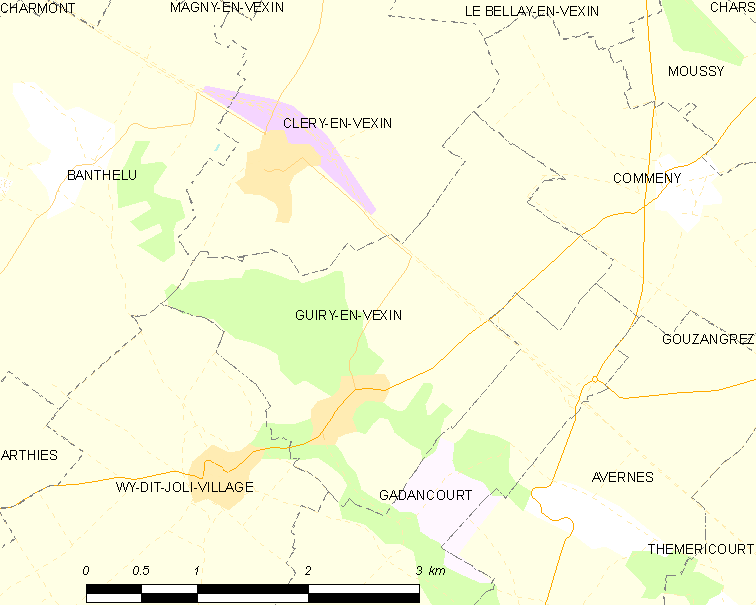
韦克桑地区吉里的OSM定位图

韦克桑地区吉里的时区为UTC+01:00、UTC+02:00（夏令时）。

## 行政
韦克桑地区吉里的邮政编码为95450，INSEE市镇编码为95295。

## 政治
韦克桑地区吉里所属的省级选区为沃雷阿勒县。

## 人口

1962-2008年间韦克桑地区吉里人口变化图示

韦克桑地区吉里于2022年1月1日时的人口数量为151人。